# Eustat

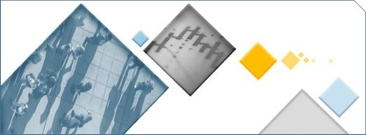
EUSTAT - Euskal Estatistika Erakundea

Eustat o Institut Basc d'Estadística va ser creada el 25 de novembre de 1986 sota el Decret 251/1986, BOPV núm. 236, de 29 de novembre de 1986. És un organisme autònom agència del Govern Basc, adscrita al Departament d'Economia i Finances. La seva funció és recopilar, analitzar i difondre informació estadística oficial sobre aquells aspectes de la societat i de la economia basca que té assignada. Realitza també activitats de recerca i desenvolupament, formació i suport metodològic i col·labora amb les universitats, els estats i les institucions i Eurostat.
La seva labor està subjecta a la Llei Orgànica de Protecció de Dades de Caràcter Personal d'Espanya que garanteix que Eustat no facilita informacions que puguin identificar o individualitzar als seus informants, protegits pel secret estadístic. Actua com a coordinador de dos òrgans consultius, la Comissió Basca d'Estadística, en la qual participen els Departaments del Govern Basc, les Diputacions Forals i els Ajuntaments com a organismes productors, i el Consell Basc d'Estadística, en el qual també participen tots els agents socials i representants de la societat basc.
Les seves operacions estadístiques es fixen en els plans que cada quatre anys aprova el Parlament Basc i es desenvolupen a través dels Programes Estadístics Anuals. En el Pla Basc d'Estadística corresponent al període 2005-2008 es van abordar 180 operacions.

## Serveis
- Servei d'Informació
- Peticions d'informació estadística a mesura
- Informació estadística a la web
- Banc de dades
- Venda de publicacions
- Servei d'assistència metodològica